# ولچوروکس ات کوربننس
ولچوروکس ات کوربننس (به فرانسوی: Vellechevreux-et-Courbenans) یک کمون در فرانسه است که در Canton of Villersexel واقع شده‌است.

## خصوصیات
ولچوروکس ات کوربننس ۹٫۱۴ کیلومترمربع مساحت و ۱۶۵ نفر جمعیت دارد.